# Indigofera linnaei
Indigofera linnaei là một loài thực vật có hoa trong họ Đậu. Loài này được Ali miêu tả khoa học đầu tiên.

## Hình ảnh

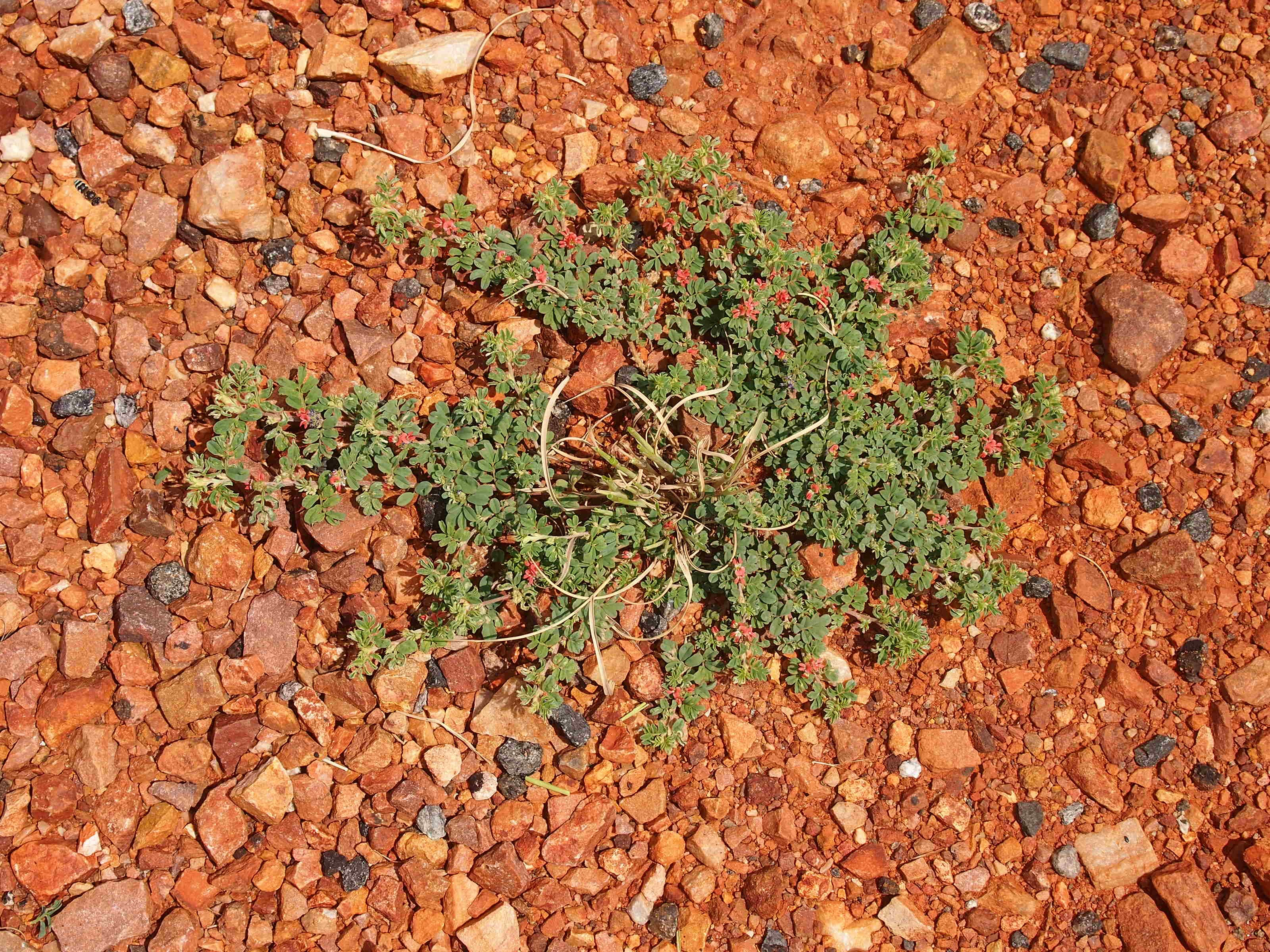
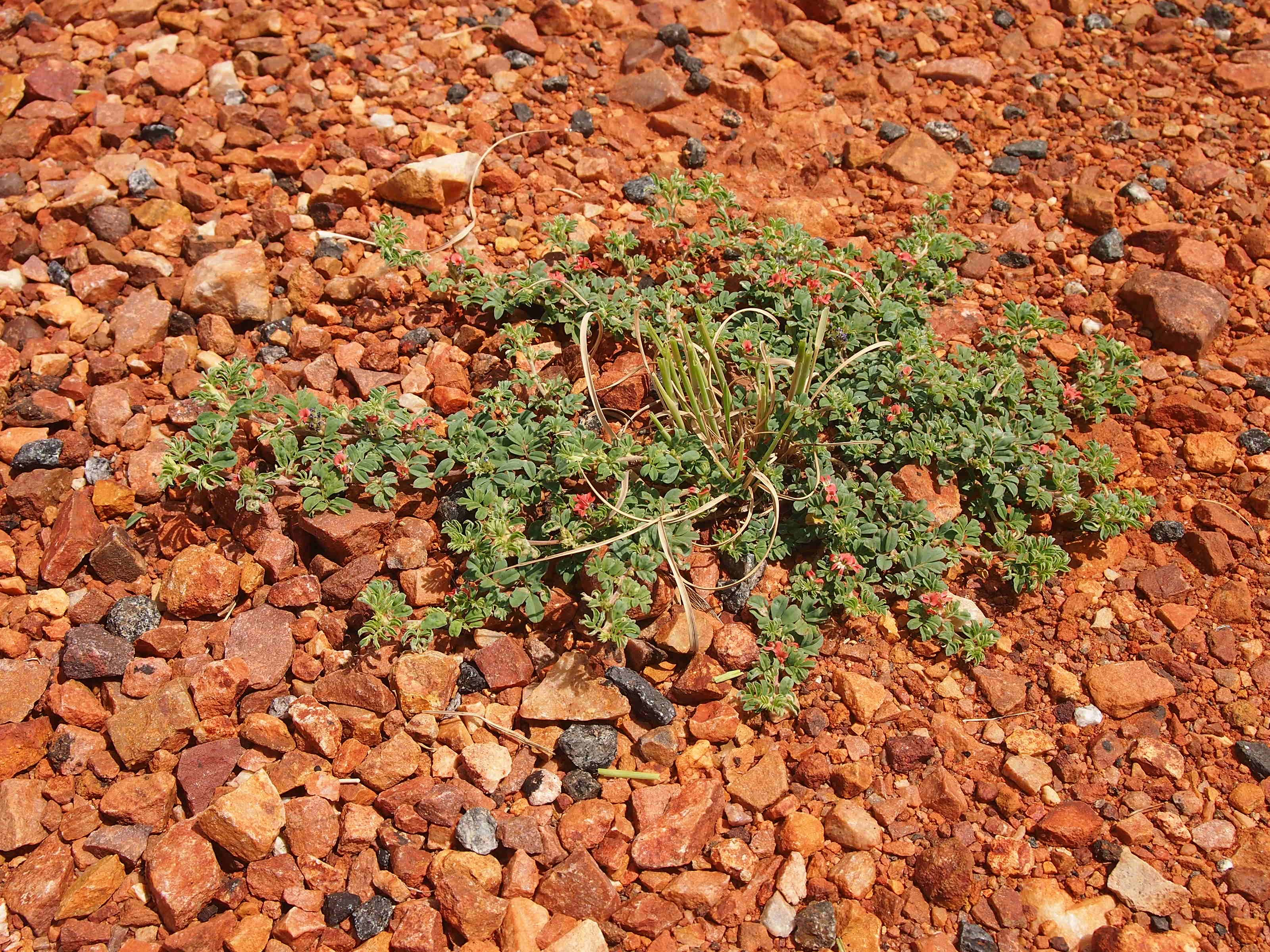
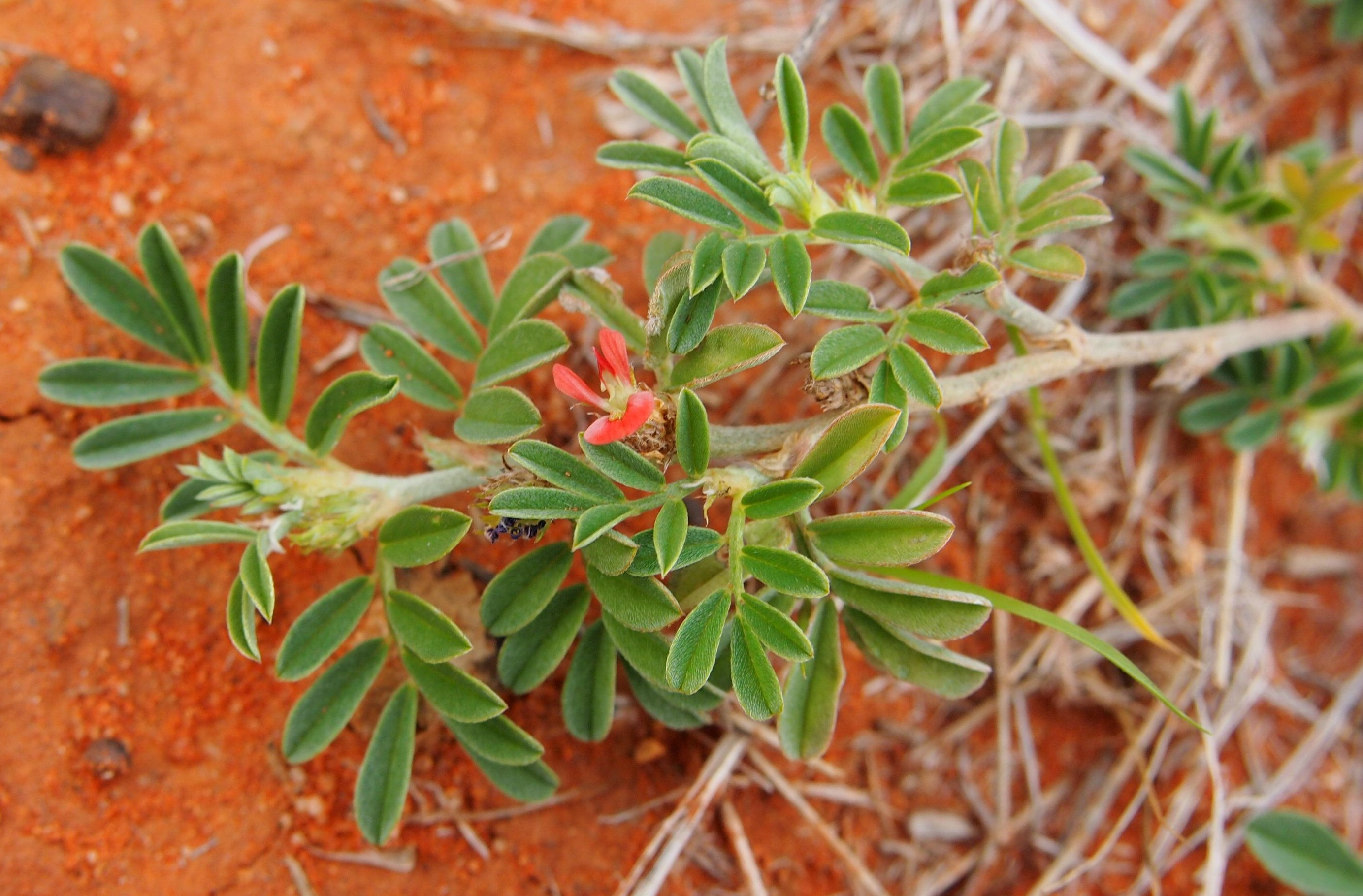
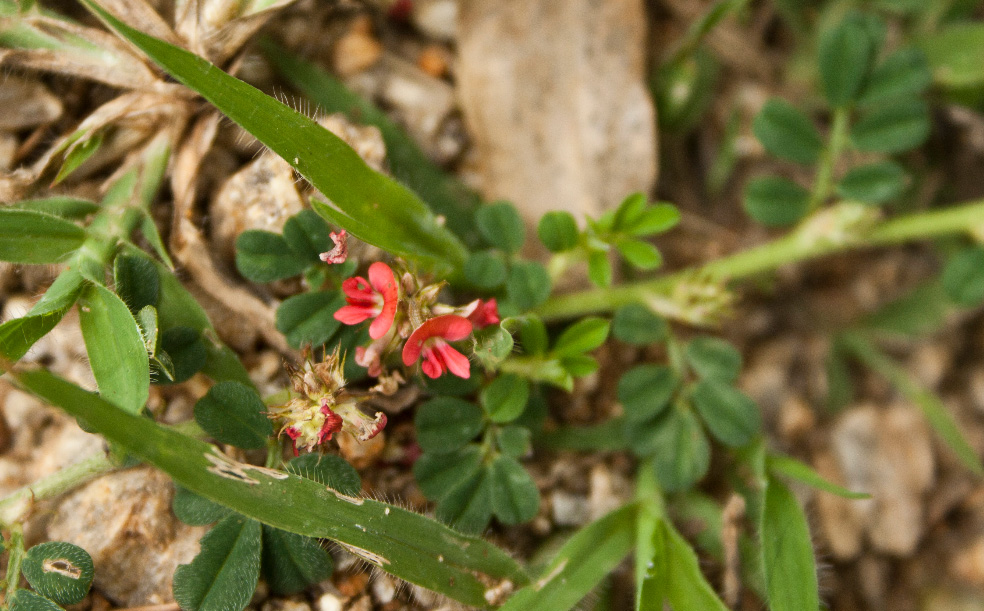